# Seconda Divisione 1927-1928
La Seconda Divisione 1927-1928 fu l'insieme dei due tornei interregionali di quell'edizione del campionato italiano di calcio.
Suddiviso in due campionati (Nord e Sud), doveva individuare otto squadre da promuovere nella serie superiore sei del nord e due del sud. In seguito però Leandro Arpinati, Presidente della F.I.G.C., nell'ambito della progettata riforma dei campionati che di lì a dodici mesi avrebbe portato alla nascita della Serie A e della Serie B, promosse d'ufficio in Prima Divisione numerose squadre (in particolare, la Varese Sportiva e il Crema ascenderanno in extremis per le conseguenze delle fusioni dell'U.S. Milanese (+ Inter = Ambrosiana) e dell'Edera di Trieste (+ Ponziana = A.S.P.E. ovvero A.S. Ponziana-Edera).

## Direttorio Divisioni Inferiori Nord
Quando divenne chiaro che la sostanza delle riforme calcistiche dell’estate del 1926 per il Nord era stata una retrocessione implicita per molte squadre, salirono le pressioni per una riespansione della terza serie. Nell’estate del 1927 la FIGC di Leandro Arpinati approvò quindi il raddoppio dell’organico della Seconda Divisione Nord invitandovi ben 30 club dalla categoria sottostante, cui si aggiunsero vari ripescaggi.
Il campionato fu strutturato quindi su sei gironi da dieci squadre ciascuno. Era prevista la promozione delle sei vincitrici e la retrocessione delle ultime due classificate di ogni girone.

### Girone A

#### Novità
Il neoretrocesso Speranza si fuse per decreto fascista con il Savona, militante nella serie superiore.

#### Squadre partecipanti
| Club                        | Stagione | Città                 | Stadio              | Stagione precedente                |
| --------------------------- | -------- | --------------------- | ------------------- | ---------------------------------- |
| Acqui U.S.                  | dettagli | Acqui Terme (AL)      | -                   | 1ª in 3ª Divisione/fin.A, promossa |
| U.S. Albese                 | dettagli | Alba (CN)             | -                   | 2ª in 3ª Div./Piemonte-D, ammessa  |
| S.S.C. Corniglianese        | dettagli | Genova Cornigliano    | Stadio del Littorio | 3ª in 2ª Divisione/A               |
| Fiorente F.C.               | dettagli | Genova                | -                   | ?ª in 3ª Div.Liguria-D, ammessa    |
| U.S. Genovese               | dettagli | Genova                | -                   | 10ª in 2ª Divisione/A, riammessa   |
| Pol. La Fedelissima Cuneese | dettagli | Cuneo                 | -                   | 3ª in 3ª Divisione/fin.A, ammessa  |
| S.S. La Nicese              | dettagli | Nizza Monferrato (AL) | -                   | 9ª in 2ª Divisione/A, riammessa    |
| G.S. Off.Mecc. San Giorgio  | dettagli | Genova                | -                   | 5ª in 3ª Divisione/fin.A, ammessa  |
| A.P. Rivarolese             | dettagli | Genova Rivarolo       | -                   | 7ª in 2ª Divisione/A               |
| Vado F.C.                   | dettagli | Vado Ligure (GE)      | Stadio "Torbella"   | 5ª in 2ª Divisione/A               |
| U.S. Ventimigliese          | dettagli | Ventimiglia (IM)      | -                   | 4ª in 3ª Divisione/fin.A, ammessa  |

#### Classifica finale
|  | Pos. | Squadra                         | Pt | G  | V  | N | P  | GF | GS |
|  | ---- | ------------------------------- | -- | -- | -- | - | -- | -- | -- |
|  | 1.   | Rivarolese                      | 28 | 20 | 11 | 6 | 3  | 36 | 21 |
|  | 2.   | Corniglianese                   | 27 | 20 | 12 | 3 | 5  | 36 | 18 |
|  | 3.   | Acqui                           | 25 | 20 | 10 | 5 | 5  | 31 | 22 |
|  | 4.   | Ventimigliese                   | 23 | 20 | 9  | 5 | 6  | 36 | 20 |
|  | 5.   | Albese                          | 22 | 20 | 8  | 6 | 6  | 31 | 24 |
|  | 6.   | Genovese                        | 20 | 20 | 7  | 6 | 7  | 26 | 28 |
|  | 6.   | La Nicese                       | 20 | 20 | 7  | 6 | 7  | 22 | 25 |
|  | 8.   | Officine Meccaniche San Giorgio | 18 | 20 | 8  | 2 | 10 | 33 | 33 |
|  | 8.   | Vado                            | 18 | 20 | 5  | 8 | 7  | 25 | 26 |
|  | 10.  | La Fedelissima Cuneese          | 15 | 20 | 6  | 3 | 11 | 19 | 30 |
|  | 11.  | Fiorente                        | 4  | 20 | 2  | 0 | 18 | 9  | 56 |

Legenda:
      Ammesso alle finali nord 1928-1929 e poi promosso.
      Successivamente ammesso in Prima Divisione 1928-1929.
Al termine della stagione 1927-28 dalla fusione di AP Rivarolese e Gs Officine Meccaniche nasce la AP Rivarolese
  Retrocesso e poi riammesso per allargamento quadri.
Regolamento:
Due punti a vittoria, uno a pareggio, zero a sconfitta.
Pari merito in caso di pari punti.

### Girone B

#### Squadre partecipanti
| Club                 | Stagione | Città              | Stadio                       | Stagione precedente                |
| -------------------- | -------- | ------------------ | ---------------------------- | ---------------------------------- |
| A.S. Cusiana         | dettagli | Omegna (NO)        | -                            | 2ª in 3ª Div.Piemonte-A, ammessa   |
| Domo F.C.            | dettagli | Domodossola (NO)   | -                            | 3ª in 3ª Divisione/fin.B, ammessa  |
| S.G. Gallaratese     | dettagli | Gallarate (VA)     | -                            | 2ª in 3ª Div.Lombardia-B, ammessa  |
| Juventus Italia F.C. | dettagli | Milano             | -                            | 7ª in 2ª Divisione/Nord-B          |
| S.G. Pro Lissone     | dettagli | Lissone (MI)       | Campo della Palestra         | 2ª in 3ª Div.Lombardia-C, ammessa  |
| Saronno F.B.C.       | dettagli | Saronno (VA)       | -                            | 2ª in 3ª Div.Lombardia-B, ammessa  |
| Seregno F.B.C.       | dettagli | Seregno (MI)       | Campo di via Cesare Correnti | 1º in 3ª Divisione/fin.C, promosso |
| U.S. Sestese         | dettagli | Sesto Calende (VA) | -                            | 4ª in 3ª Divisione/fin.B, ammessa  |
| U.S. Valle Cervo     | dettagli | Andorno Micca (VC) | -                            | 5ª in 3ª Divisione/fin.B, ammessa  |
| Varese Sportiva      | dettagli | Varese             | Stadio del Littorio          | 3ª in 3ª Div./Lombardia-B, ammessa |

#### Classifica
|  | Pos. | Squadra         | Pt | G  | V  | N | P  | GF | GS |
|  | ---- | --------------- | -- | -- | -- | - | -- | -- | -- |
|  | 1.   | Saronno         | 33 | 18 | 16 | 1 | 1  | 46 | 15 |
|  | 2.   | Seregno         | 26 | 18 | 12 | 2 | 4  | 40 | 21 |
|  | 3.   | Gallaratese     | 21 | 18 | 9  | 3 | 6  | 51 | 32 |
|  | 4.   | Varese          | 20 | 18 | 8  | 4 | 6  | 27 | 24 |
|  | 4.   | Sestese         | 20 | 18 | 9  | 2 | 7  | 40 | 30 |
|  | 6.   | Pro Lissone     | 19 | 18 | 7  | 5 | 6  | 35 | 26 |
|  | 7.   | Cusiana         | 15 | 18 | 6  | 3 | 9  | 32 | 34 |
|  | 7.   | Domo            | 15 | 18 | 6  | 3 | 9  | 32 | 54 |
|  | 9.   | Valle Cervo     | 10 | 18 | 3  | 4 | 11 | 24 | 51 |
|  | 10.  | Juventus Italia | 0  | 18 | 0  | 1 | 17 | 8  | 48 |

Legenda:
      Ammesso alle finali nord 1928-1929 e poi promosso.
      Successivamente ammesso in Prima Divisione 1928-1929.
      Non si iscrive la stagione successiva.
Regolamento:
Due punti a vittoria, uno a pareggio, zero a sconfitta.
Pari merito in caso di pari punti.

### Girone C

#### Novità
Il Pordenone terminò l'attività sportiva. Al suo posto ed assorbendo una parte dei loro giocatori fu iscritta in Terza Divisione 1927-1928 la "Terza Coorte A.Salvato 63ª Legione Tagliamento".

#### Squadre partecipanti
| Club            | Stagione | Città               | Stadio                        | Stagione precedente                      |
| --------------- | -------- | ------------------- | ----------------------------- | ---------------------------------------- |
| Empoli          | dettagli | Empoli (FI)         | -                             | 4ª in Terza Divisione/fin.F, ammessa     |
| Entella         | dettagli | Chiavari (GE)       | Campo via G.B. Raggio         | 3ª in Terza Divisione/Liguria-B, ammessa |
| U.S. Fiorenza   | dettagli | Firenze             | -                             | 2ª in Terza Divisione/Toscana-A, ammessa |
| Odero-Terni     | dettagli | La Spezia           | -                             | 2ª in Terza Divisione/Liguria-B, ammessa |
| Pontedera       | dettagli | Pontedera (PI)      | -                             | 1ª in Terza Divisione/fin.F, promossa    |
| Rapallo Ruentes | dettagli | Rapallo (GE)        | -                             | 5ª in Seconda Divisione/A                |
| Robur           | dettagli | Siena               | -                             | 2ª in Terza Divisione/fin.F, ammessa     |
| Sestri Levante  | dettagli | Sestri Levante (GE) | -                             | 3ª in Terza Divisione/fin.F, ammessa     |
| Le Signe        | dettagli | Signa (FI)          | -                             | 8ª in Seconda Divisione/A                |
| Viareggio       | dettagli | Viareggio (LU)      | Polisportivo (Darsena Europa) | 4ª in Seconda Divisione/A                |

#### Classifica finale
|  | Pos. | Squadra         | Pt | G  | V  | N | P  | GF | GS |
|  | ---- | --------------- | -- | -- | -- | - | -- | -- | -- |
|  | 1.   | Viareggio       | 30 | 18 | 14 | 2 | 2  | 36 | 10 |
|  | 2.   | Sestri Levante  | 25 | 18 | 12 | 1 | 5  | 35 | 23 |
|  | 3.   | Rapallo Ruentes | 22 | 18 | 9  | 4 | 5  | 40 | 25 |
|  | 4.   | Empoli          | 18 | 18 | 6  | 6 | 6  | 29 | 34 |
|  | 5.   | Le Signe        | 17 | 18 | 7  | 3 | 8  | 30 | 26 |
|  | 5.   | Fiorenza        | 17 | 18 | 7  | 3 | 8  | 22 | 32 |
|  | 7.   | Pontedera       | 16 | 18 | 7  | 2 | 9  | 27 | 26 |
|  | 8.   | Robur           | 15 | 18 | 5  | 5 | 8  | 17 | 24 |
|  | 9.   | Odero-Terni     | 13 | 18 | 5  | 3 | 10 | 26 | 40 |
|  | 10.  | Entella         | 7  | 18 | 2  | 3 | 13 | 22 | 44 |

Legenda:
      Ammesso alle finali nord 1928-1929 e poi promosso.
      Successivamente ammesso in Prima Divisione 1928-1929.
      Non si iscrive la stagione successiva.
 Retrocesso e poi riammesso per allargamento quadri.
Regolamento:
Due punti a vittoria, uno a pareggio, zero a sconfitta.
Pari merito in caso di pari punti.

### Girone D

#### Squadre partecipanti
| Club                  | Stagione | Città              | Stadio           | Stagione precedente                        |
| --------------------- | -------- | ------------------ | ---------------- | ------------------------------------------ |
| Abbiategrasso         | dettagli | Abbiategrasso (MI) | -                | 9ª in Seconda Divisione/B, ammessa         |
| Arduino Pavia         | dettagli | Pavia              | -                | 6ª in Terza Divisione/Lombardia-A, ammessa |
| Codogno               | dettagli | Codogno (MI)       | -                | 3ª in Seconda Divisione/B                  |
| Crema                 | dettagli | Crema (CR)         | -                | 4ª in Seconda Divisione/B                  |
| Fanfulla              | dettagli | Lodi (MI)          | Stadio Dossenina | 6ª in Seconda Divisione/B                  |
| Lanificio di Manerbio | dettagli | Manerbio (BS)      | -                | 3ª in Terza Divisione/fin.C, ammessa       |
| Piacenza              | dettagli | Piacenza           | -                | 5ª in Seconda Divisione/B                  |
| Trevigliese           | dettagli | Treviglio (BG)     | -                | 8ª in Seconda Divisione/B                  |
| GC Vigevanesi         | dettagli | Vigevano (PV)      | -                | 1ª in Terza Divisione/fin.B, promossa      |
| Vogherese             | dettagli | Voghera (PV)       | -                | 2ª in Terza Divisione/fin.B, ammessa       |

#### Classifica finale
|  | Pos. | Squadra               | Pt | G  | V  | N | P  | GF | GS |
|  | ---- | --------------------- | -- | -- | -- | - | -- | -- | -- |
|  | 1.   | Piacenza              | 27 | 18 | 11 | 5 | 2  | 39 | 19 |
|  | 2.   | Codogno               | 25 | 18 | 10 | 5 | 3  | 43 | 24 |
|  | 3.   | Fanfulla              | 22 | 18 | 9  | 4 | 5  | 45 | 30 |
|  | 4.   | Crema                 | 21 | 18 | 9  | 3 | 6  | 46 | 32 |
|  | 5.   | GC Vigevanesi         | 20 | 18 | 8  | 4 | 6  | 37 | 26 |
|  | 6.   | Abbiategrasso         | 18 | 18 | 8  | 2 | 8  | 27 | 38 |
|  | 7.   | Vogherese             | 15 | 18 | 6  | 3 | 9  | 26 | 34 |
|  | 8.   | Arduino Pavia         | 13 | 18 | 5  | 3 | 10 | 21 | 36 |
|  | 9.   | Lanificio di Manerbio | 10 | 18 | 3  | 4 | 11 | 15 | 43 |
|  | 10.  | Trevigliese           | 9  | 18 | 3  | 3 | 12 | 23 | 40 |

Legenda:
      Ammesso alle finali nord 1928-1929 e poi promosso.
      Successivamente ammesso in Prima Divisione 1928-1929.
Regolamento:
Due punti a vittoria, uno a pareggio, zero a sconfitta.
Pari merito in caso di pari punti.

### Girone E

#### Squadre partecipanti
| Club             | Stagione | Città                    | Stadio | Stagione precedente                     |
| ---------------- | -------- | ------------------------ | ------ | --------------------------------------- |
| Bentegodi Verona | dettagli | Verona                   | -      | 5ª in Terza Divisione/Veneto-A, ammessa |
| Casalecchio      | dettagli | Casalecchio di Reno (BO) | -      | 3ª in Terza Divisione/fin.D, ammessa    |
| Faenza           | dettagli | Faenza (RA)              | -      | 5ª in Seconda Divisione/C               |
| Forlì            | dettagli | Forlì                    | -      | 2ª in Terza Divisione/fin.C, ammessa    |
| Mirandolese      | dettagli | Mirandola (MO)           | -      | 4ª in Terza Divisione/fin.C, ammessa    |
| Rovereto         | dettagli | Rovereto (TN)            | -      | 4ª in Terza Divisione/fin.D, ammessa    |
| Schio            | dettagli | Schio (VI)               | -      | 2ª in Terza Divisione/Veneto-A, ammessa |
| Thiene           | dettagli | Thiene (VI)              | -      | 1ª in Terza Divisione/fin.D, promossa   |
| Trento           | dettagli | Trento                   | -      | 2ª in Terza Divisione/Trentino, ammessa |
| Vicenza          | dettagli | Vicenza                  | -      | 3ª in Seconda Divisione/C               |

#### Classifica finale
|  | Pos. | Squadra          | Pt | G  | V  | N | P  | GF | GS |
|  | ---- | ---------------- | -- | -- | -- | - | -- | -- | -- |
|  | 1.   | Forlì            | 30 | 18 | 13 | 2 | 3  | 46 | 19 |
|  | 2.   | Faenza           | 25 | 18 | 11 | 3 | 4  | 33 | 23 |
|  | 3.   | Thiene           | 24 | 18 | 11 | 2 | 5  | 45 | 30 |
|  | 4.   | Bentegodi Verona | 20 | 18 | 8  | 4 | 6  | 43 | 25 |
|  | 5.   | Mirandolese      | 16 | 18 | 8  | 0 | 10 | 39 | 36 |
|  | 6.   | Rovereto         | 15 | 18 | 7  | 1 | 10 | 31 | 50 |
|  | 6.   | Casalecchio      | 15 | 18 | 6  | 3 | 9  | 35 | 37 |
|  | 8.   | Schio            | 12 | 18 | 5  | 4 | 9  | 26 | 42 |
|  | 8.   | Trento           | 12 | 18 | 5  | 2 | 11 | 22 | 39 |
|  | 10.  | Vicenza          | 11 | 18 | 3  | 5 | 10 | 17 | 36 |

Legenda:
      Ammesso alle finali nord 1928-1929 e poi promosso.
      Successivamente ammesso in Prima Divisione 1928-1929.
      Non si iscrive la stagione successiva.
 Retrocesso e poi riammesso per allargamento quadri.
Regolamento:
Due punti a vittoria, uno a pareggio, zero a sconfitta.
Pari merito in caso di pari punti.

### Girone F

#### Squadre partecipanti
| Club                            | Stagione | Città                  | Stadio | Stagione precedente                   |
| ------------------------------- | -------- | ---------------------- | ------ | ------------------------------------- |
| C.S. Dolo                       | dettagli | Dolo (VE)              | -      | 9ª in Seconda Divisione/C, ammessa    |
| A.S. Edera Trieste              | dettagli | Trieste                | -      | 2ª in Seconda Divisione/C             |
| C.S. Fiume                      | dettagli | Fiume                  | -      | 7ª in Seconda Divisione/C             |
| G.S. Fascio Giovanni Grion Pola | dettagli | Pola                   | -      | 1ª in Terza Divisione/fin.E, promossa |
| S.S. Itala                      | dettagli | Gradisca d'Isonzo (GO) | -      | 3ª in Terza Divisione/fin.E, ammessa  |
| A.C. Libertas                   | dettagli | Venezia                | -      | 2ª in Terza Divisione/fin.E, ammessa  |
| U.S. Montebellunese             | dettagli | Montebelluna (TV)      | -      | 4ª in Terza Divisione/fin.E, ammessa  |
| Petrarca F.C.                   | dettagli | Padova                 | -      | 4ª in Seconda Divisione/C             |
| A.S. Pro Gorizia                | dettagli | Gorizia                | -      | 6ª in Seconda Divisione/C             |

#### Classifica finale
|  | Pos. | Squadra          | Pt | G  | V  | N | P  | GF | GS |
|  | ---- | ---------------- | -- | -- | -- | - | -- | -- | -- |
|  | 1.   | Edera Trieste    | 28 | 16 | 13 | 2 | 1  | 63 | 13 |
|  | 2.   | Pro Gorizia      | 26 | 16 | 12 | 2 | 2  | 63 | 23 |
|  | 3.   | Fiume            | 18 | 16 | 9  | 0 | 7  | 32 | 35 |
|  | 4.   | Grion Pola       | 16 | 16 | 7  | 2 | 7  | 30 | 18 |
|  | 5.   | Petrarca         | 15 | 16 | 6  | 3 | 7  | 33 | 35 |
|  | 6.   | Libertas Venezia | 14 | 16 | 6  | 2 | 8  | 20 | 40 |
|  | 6.   | Itala            | 14 | 16 | 7  | 0 | 9  | 23 | 44 |
|  | 8.   | Dolo             | 13 | 16 | 6  | 1 | 9  | 28 | 37 |
|  | 9.   | Montebellunese   | 0  | 16 | 0  | 0 | 16 | 9  | 44 |

Legenda:
      Ammesso alle finali nord 1928-1929 e poi promosso.
      Successivamente ammesso in Prima Divisione 1928-1929.
      Non si iscrive la stagione successiva.
Regolamento:
Due punti a vittoria, uno a pareggio, zero a sconfitta.
Pari merito in caso di pari punti.

### Finali Nord

#### Classifica finale
|  | Pos. | Squadra       | Pt       | G | V | N | P | GF | GS |
|  | ---- | ------------- | -------- | - | - | - | - | -- | -- |
|  | 1.   | Edera Trieste | 10       | 6 | 5 | 0 | 1 | 8  | 2  |
|  | 2.   | Piacenza      | 6        | 6 | 2 | 2 | 2 | 4  | 4  |
|  | 3.   | Forlì         | 5        | 6 | 2 | 1 | 3 | 3  | 7  |
|  | 4.   | Viareggio     | 4        | 6 | 1 | 1 | 4 | 5  | 7  |
|  | --   | Rivarolese    | Ritirata |   |   |   |   |    |    |
|  | ---  | Saronno       | Ritirata |   |   |   |   |    |    |

Legenda:
      Campione italiano di Seconda Divisione Nord 1927-1928.
Regolamento:
Due punti a vittoria, uno a pareggio, zero a sconfitta.
Pari merito in caso di pari punti.

### Verdetti finali
- Edera campione italiano di Seconda Divisione 1927-1928.[11]

## Gironi Sud

### Girone A
La Stamura si fuse con la concittadina Anconitana disputante la categoria superiore.
La Società Ginnastica Zara rinunciò al campionato di Seconda Divisione e partecipò ai campionati dell'U.L.I.C..

#### Squadre partecipanti
| Club                   | Stagione | Città                     | Stadio                 | Stagione precedente                     |
| ---------------------- | -------- | ------------------------- | ---------------------- | --------------------------------------- |
| S.S. Perugia           | dettagli | Perugia                   | Campo di Piazza d'armi | Anno sabbatico, riammessa               |
| U.S. Pippo Massangioli | dettagli | Chieti                    | -                      | 2ª in Seconda Divisione Sud/A           |
| F.S. Rosetano          | dettagli | Roseto degli Abruzzi (TE) | -                      | 3ª in Seconda Divisione Sud/A           |
| U.S. Tiferno           | dettagli | Città di Castello (PG)    | -                      | 4ª in Seconda Divisione Sud/finale      |
| C.S. Vigor Ascoli      | dettagli | Ascoli Piceno             | -                      | 1ª in Terza Divisione/Marche, promossa  |
| Vigor Senigallia       | dettagli | Senigallia (AN)           | -                      | ?ª in Terza Divisione/Marche, riammessa |

#### Classifica finale
|  | Pos. | Squadra           | Pt       | G | V | N | P | GF | GS |
|  | ---- | ----------------- | -------- | - | - | - | - | -- | -- |
|  | 1.   | FS Rosetano       | 12       | 8 | . | . | . | .  | .  |
|  | 2.   | Pippo Massangioli | 12       | 8 | . | . | . | .  | .  |
|  | 3.   | Vigor Ascoli      | 10       | 8 | . | . | . | .  | .  |
|  | 4.   | Vigor Senigallia  | 4        | 8 | . | . | . | .  | .  |
|  | 5.   | Perugia           | 2        | 8 | . | . | . | .  | .  |
|  | --   | Tiferno           | Ritirata |   |   |   |   |    |    |

Legenda:
      Qualificato alle finali del Sud.
      Retrocesso in Terza Divisione per rinuncia.
Regolamento:
Due punti a vittoria, uno a pareggio, zero a sconfitta.
Pari merito in caso di pari punti.

#### Spareggio per il 1º posto in classifica
|             | Risultati |                   | Luogo e data                   |
| ----------- | --------- | ----------------- | ------------------------------ |
| FS Rosetano | 3 - 0     | Pippo Massangioli | Ascoli Piceno, manca data 1928 |
|             |           |                   |                                |

### Girone B

#### Squadre partecipanti
| Club                 | Stagione | Città              | Stadio | Stagione precedente                   |
| -------------------- | -------- | ------------------ | ------ | ------------------------------------- |
| S.S. Ardita          | dettagli | Roma               | -      | 3ª in Seconda Divisione Sud/B         |
| Civitavecchiese      | dettagli | Civitavecchia (RM) | -      | 5ª in Seconda Divisione Sud/B         |
| S.S. Juventus Roma   | dettagli | Roma               | -      | 5ª in Seconda Divisione Sud/B         |
| F.S. Ostiense        | dettagli | Roma Ostia         | -      | 2ª in Terza Divisione/Lazio, ammessa  |
| U.S. Romana          | dettagli | Roma               | -      | 2ª in Seconda Divisione Sud/B         |
| C.S. Romano          | dettagli | Roma               | -      | 1ª in Terza Divisione/Lazio, promossa |
| C.S. Virtus Goliarda | dettagli | Roma               | -      | Anno sabbatico, riammessa             |
| U.S. Viscosa         | dettagli | Roma               | -      | 3ª in Terza Divisione/Lazio, ammessa  |
| Viterbese            | dettagli | Viterbo            | -      | 4ª in Terza Divisione/Lazio, ammessa  |
| S.S. Vittoria        | dettagli | Roma               | -      | 4ª in Seconda Divisione Sud/B         |

#### Classifica finale
|  | Pos. | Squadra         | Pt       | G  | V | N | P | GF | GS |
|  | ---- | --------------- | -------- | -- | - | - | - | -- | -- |
|  | 1.   | Virtus Goliarda | 23       | 16 | . | . | . | .  | .  |
|  | 2.   | FS Ostiense     | 22       | 16 | . | . | . | .  | .  |
|  | 3.   | Romano          | 20       | 16 | . | . | . | .  | .  |
|  | 4.   | Ardita Roma     | 19       | 16 | . | . | . | .  | .  |
|  | 4.   | Viterbese       | 19       | 16 | . | . | . | .  | .  |
|  | 6.   | Vittoria Roma   | 17       | 16 | . | . | . | .  | .  |
|  | 7.   | US Romana       | 11       | 16 | . | . | . | .  | .  |
|  | 8.   | Civitavecchiese | 9        | 16 | . | . | . | .  | .  |
|  | 9.   | Juventus Roma   | 4        | 16 | . | . | . | .  | .  |
|  | --   | Viscosa         | Ritirata |    |   |   |   |    |    |

Legenda:
      Ammesso alle finali sud 1928-1929.
  Inattivo: a fine stagione non si reiscrive.
Regolamento:
Due punti a vittoria, uno a pareggio, zero a sconfitta.
Pari merito in caso di pari punti.

### Girone C

#### Novità
- Il Campania F.B.C. con comunicato ufficiale del Direttorio Federale datato 4 maggio 1927 si fonde coi concittadini della F.C. Libertas e della U.S. Salernitanaudax dando vita alla Unione Sportiva Fascista Salernitana.
- La Maddalonese non si iscrive al campionato.
- Il Silurificio Italiano di Napoli, campione campano di Terza Divisione, si iscrive regolarmente in Seconda Divisione[20] ma vi rinuncia.[21]
- Il Lecce è stato ammesso in Seconda Divisione tardivamente rispetto alle altre squadre, benché prima dell'inizio del campionato.[22]

#### Squadre partecipanti
| Club               | Stagione | Città                        | Stadio | Stagione precedente                               |
| ------------------ | -------- | ---------------------------- | ------ | ------------------------------------------------- |
| U.S. Aversana      | dettagli | Aversa (NA)                  | -      | 5ª in Seconda Divisione Sud/C                     |
| Lecce              | dettagli | Lecce                        | -      | Club fondatori in Terza Divisione/Puglia, ammessa |
| Nocerina           | dettagli | Nocera Inferiore (SA)        | -      | Inattiva                                          |
| Salernitana        | dettagli | Salerno                      | -      | 5ª in Seconda Divisione Sud/C                     |
| U.S. Scafatese     | dettagli | Scafati (SA)                 | -      | 4ª in Seconda Divisione Sud/C                     |
| Stabia S.C.        | dettagli | Castellammare di Stabia (NA) | -      | 2ª in Seconda Divisione Sud/C                     |
| U.S. Torremaggiore | dettagli | Torremaggiore (FG)           | -      | 1ª in Terza Divisione/Puglia, promossa            |

#### Classifica finale
|  | Pos. | Squadra       | Pt | G  | V | N | P | GF | GS |
|  | ---- | ------------- | -- | -- | - | - | - | -- | -- |
|  | 1.   | Salernitana   | 19 | 12 | . | . | . | .  | .  |
|  | 2.   | Stabia        | 18 | 12 | . | . | . | .  | .  |
|  | 3.   | Lecce         | 16 | 12 | 7 | 2 | 3 | 22 | 14 |
|  | 4.   | Nocerina      | 10 | 12 | . | . | . | .  | .  |
|  | 5.   | Scafatese     | 9  | 12 | . | . | . | .  | .  |
|  | 5.   | Aversana      | 9  | 12 | . | . | . | .  | .  |
|  | 7.   | Torremaggiore | 3  | 12 | . | . | . | .  | .  |

Legenda:
      Ammesso alle finali sud 1928-1929.
      Retrocesso in Terza Divisione 1928-1929.
Regolamento:
Due punti a vittoria, uno a pareggio, zero a sconfitta.
Pari merito in caso di pari punti.

### Girone D

#### Squadre partecipanti
| Club                  | Stagione | Città    | Stadio          | Stagione precedente                    |
| --------------------- | -------- | -------- | --------------- | -------------------------------------- |
| U.S. Indomita         | dettagli | Palermo  | -               | 3ª in Seconda Divisione Sud/D          |
| U.S. Messinese        | dettagli | Messina  | -               | 3ª in Seconda Divisione Sud/gir.finale |
| U.S. Peloro           | dettagli | Messina  | -               | 5ª in Seconda Divisione Sud/D          |
| C.S. Tommaso Gargallo | dettagli | Siracusa | Campo Coloniale | 2ª in Seconda Divisione Sud/D          |
| S.S. Umberto I        | dettagli | Messina  | -               | 3ª in Seconda Divisione Sud/D          |
| S.C. Vigor            | dettagli | Palermo  | -               | 6ª in Seconda Divisione Sud/D          |

#### Classifica finale
|  | Pos. | Squadra          | Pt | G  | V | N | P | GF | GS |
|  | ---- | ---------------- | -- | -- | - | - | - | -- | -- |
|  | 1.   | Messinese        | 17 | 10 | 8 | 1 | 1 | 32 | 12 |
|  | 2.   | Vigor            | 14 | 10 | 6 | 2 | 2 | 22 | 17 |
|  | 3.   | Peloro           | 13 | 10 | 6 | 1 | 3 | 20 | 16 |
|  | 4.   | Tommaso Gargallo | 11 | 10 | 5 | 1 | 4 | 24 | 17 |
|  | 5.   | Indomita Palermo | 3  | 10 | 1 | 1 | 8 | 14 | 20 |
|  | 6.   | Umberto I        | 2  | 10 | 1 | 0 | 9 | 5  | 35 |

Legenda:
      Ammesso alle finali sud 1928-1929.
      Retrocesso in Terza Divisione 1928-1929.
Regolamento:
Due punti a vittoria, uno a pareggio, zero a sconfitta.
Pari merito in caso di pari punti.

### Girone finale
|  | Pos. | Squadra         | Pt | G | V | N | P | GF | GS |
|  | ---- | --------------- | -- | - | - | - | - | -- | -- |
|  | 1.   | Virtus Goliarda | 7  | 6 | 2 | 3 | 1 | 5  | 1  |
|  | 2.   | Rosetano        | 6  | 6 | 2 | 2 | 2 | 10 | 5  |
|  | 3.   | Salernitana     | 5  | 6 | 2 | 1 | 3 | 5  | 6  |
|  | 4.   | Messinese       | 4  | 6 | 1 | 2 | 3 | 7  | 15 |

Legenda:
      Vincitore della Seconda Divisione Sud 1927-1928.
Regolamento:
Due punti a vittoria, uno a pareggio, zero a sconfitta.
Pari merito in caso di pari punti.